# Papa Leão IX
Leão IX, nascido Bruno von Egisheim-Dagsburg; (Eguisheim, 21 de junho de 1002 – Roma, 19 de abril de 1054) foi o Papa de 12 de fevereiro de 1049 até a data de sua morte. Era um papa viajante, que trabalhou pela paz na Europa. É santo da Igreja Católica.

## Vida e obra

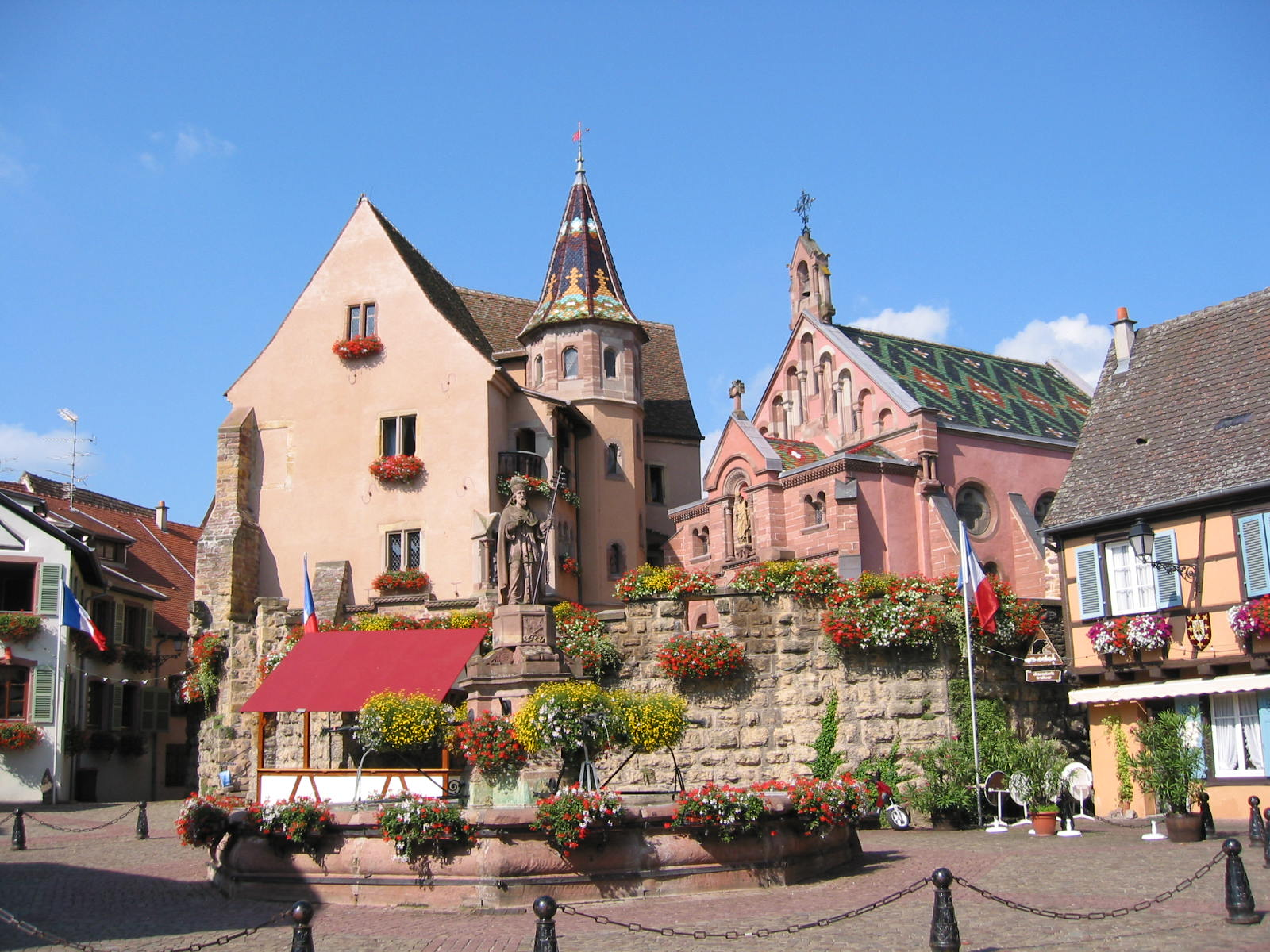
Castelo de Eguisheim, local de nascimento de Bruno de Eguisheim-Dagsburg

Ele nasceu em Eguisheim, na Alsácia, com o nome de Bruno de Eguisheim-Dagsbourg. No entanto, certas pessoas afirmam que ele nasceu em Dabo, outras em Walscheid, ambas na Moselle. Depois de estudar em Toul, tornou-se cônego de Saint-Étienne em 1017 e bispo desta cidade em 1026.
Torna-se papa em 1049. Neste mesmo ano proíbe o casamento de Guilherme o Bastardo e de Matilde de Flandres. Apesar disso, o casamento acaba por ser realizado.
Leão IX foi um reformador, tendo-se inscrito na reforma dita « gregoriana ». Convoca durante seu pontificado 12 Concílios.
Suas principais lutas foram contra:
- a taxa eclesiástica (a simonia);
- o casamento bem como o concubinato dos padres (o nicolaísmo);
- os bispos não deveriam ser príncipes do Império, mas simples teólogos;
- o retorno dos valores do cristianismo primitivo.

De junho de 1053 a março de 1054 ele foi mantido prisioneiro em Benevento, numa prisão honorável; ele não sobreviveu muito tempo após seu retorno a Roma, onde morreu em 19 de abril de 1054. O dia de São Leão é festejado em 19 de abril, dia do aniversário da sua morte. Seu corpo repousa na basílica de São Pedro.

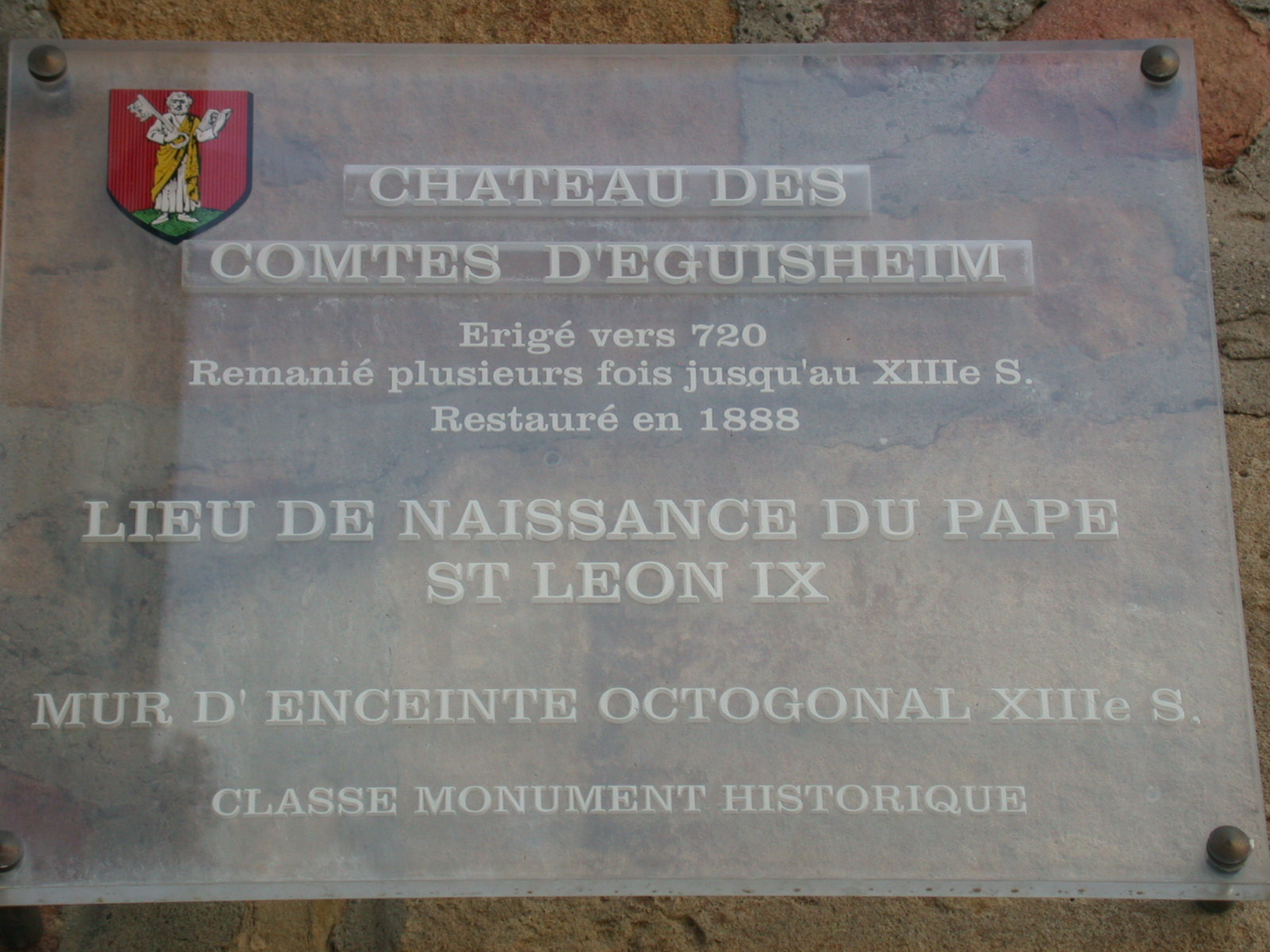
Placa comemorativa no castelo de Eguisheim

Antes de sua morte, Leão IX enviou um legado papal, o Cardeal Humberto de Silva Cândida, a Constantinopla, para negociar com o patriarca de Constantinopla Miguel Cerulário (1043-1059), em resposta a suas ações sobre a Igreja no sul da Itália. Humberto rapidamente parou as negociações, e excomungou e depôs o patriarca em nome do papa. Este ato, embora juridicamente inválido devido à morte do Papa da época, foi respondido pelo próprio Patriarca Miguel com a excomunhão contra o Humberto e seus associados e é popularmente considerado a separação oficial entre as Igrejas orientais e ocidentais, no que é chamado de Grande Cisma Oriente-Ocidente.

## Trabalhos selecionados
- IX, Pope Saint Leo (15 August 2023). The Battle of the Virtues and Vices: Defending the Interior Castle of the Soul. TAN Books. ISBN 978-1505131741.